# 山田かん
山田 かん (やまだ かん、1930年（昭和5年）10月27日 - 2003年（平成15年）6月8日)は、日本の詩人。長崎市出身。本名は山田 寛 (ひろし）。

## 経歴
1930年10月27日、キリスト教プロテスタント信者山田好雄を父として、八人兄弟の長男として長崎市に生まれる。1945年8月9日、旧制長崎中学校3年のとき、長崎市下西山町で被爆。1948年7月、父が川に転落死し、貧窮のため長崎高等学校 (旧制)3年のとき自主退学、長崎県立長崎図書館の出納手となる。この頃、一年ほど日本共産党党員として活動するとともに詩作をはじめる。長崎県立長崎図書館に勤務。西彼杵郡長与町に住む。

### 詩人としての活動
1952年6月21日に創刊した雑誌「芽だち」に参加、作品を発表していく(1959年、38号で終刊)。1953年12月、ともに被爆した妹が佐世保市日野峠で自殺。1954年、第一詩集「いのちの火」。1955年、長崎文学懇話会「地人」に参加。1958年に「鯨と馬」で第１回現代詩新人賞。1961年（昭和36年）、詩誌｢橋」を発行。
1969年、第二詩集『記憶の固執』。1970年、第1回長崎県文芸賞。1971年、第三詩集｢ナガサキ・腐蝕する暦日の底で｣発表。

### 永井隆批判
1972年、永井隆の浦上燔祭説を「民衆の癒しがたい怨恨をそらし慰撫する、アメリカの政治的発想を補強し支えるデマゴギー」として批判し、『原爆は神の摂理』という永井説は、「長崎原爆に神や祈りのイメージを付加し被爆者を沈黙させ、原爆による大量虐殺の本質、使ったアメリカの罪悪を覆い隠す役割を果たした」と批判した。
1975年、｢アスファルトに仔猫の耳｣。1979年（昭和54年）に｢草土｣を発行。

### 晩年
1990年、諫早市に転居。
1994年（平成6年）、 長崎ウエスレヤン短期大学非常勤講師。2001年、『長與ながよ』発表。2002年、｢長崎碇泊所にて｣。
2003年6月8日、肺炎で諫早市の病院で死去。72歳没。

## 親交
中里喜昭、黒田喜夫、井上光晴、林京子らと親交があった。『民主文学』誌上で中里と座談会をしたこともあった。

## 著作・詩集
- ｢いのちの火｣1954年
- ｢記憶の固執｣1969年、長崎文献社
- ｢ナガサキ・腐蝕する暦日の底で｣1971年
- ｢アスファルトに仔猫の耳｣1975年
- ｢予感される闇｣1981年
- ｢山田かん詩集｣
- ｢長崎・詩と詩人たち―反原爆表現の系譜｣汐文社1984年
- 『長崎原爆・論集』本多企画,2001年
- ｢長崎碇泊所にて｣2002年

没後刊行
- 『長崎県の現代詩史』長崎新聞社 2007年
- 『古川賢一郎 澁江周堂と戦争』長崎新聞社 2009年
- 『山田かん全詩集』コールサック社 2011年(ISBN 4864350353)[7]